# طوفان (ناقلة جنود مدرعة)
عربة طوفان (بالإنجليزية: Tuffan)‏ وتعني العاصفة، هي ناقلة جنود مدرعة إيرانية الصنع مضادة للألغام ومحمية ضد الكمائن (MRAP).

## الخصائص

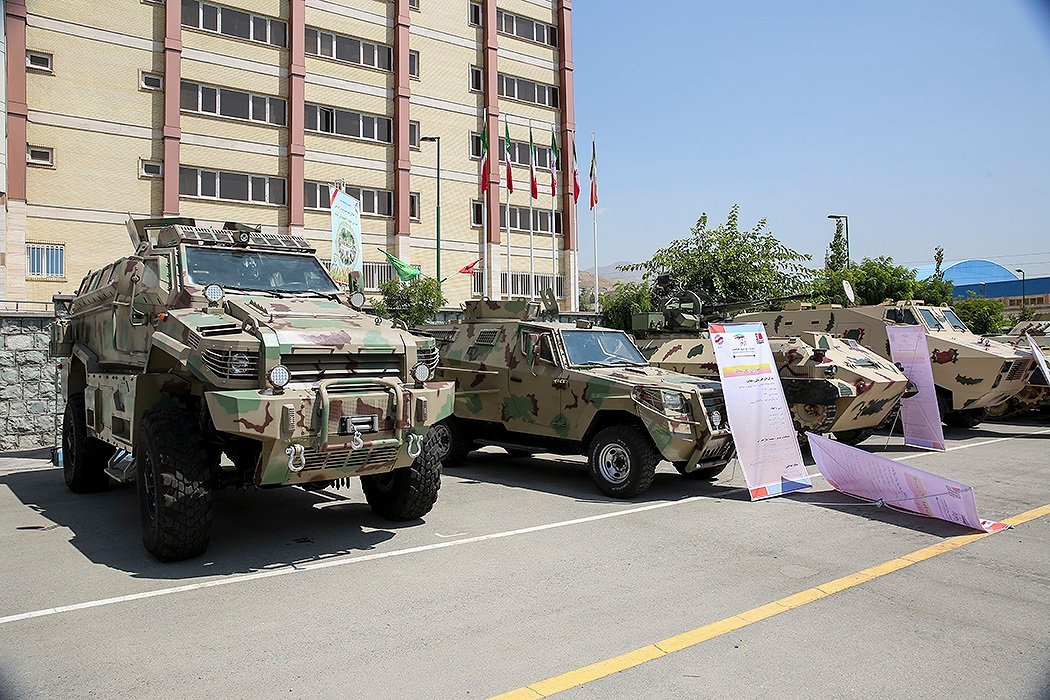
عجلة طوفان إيرانية الصنع على اليسار، وبجانبها ناقلة الجند رخش

وتَسع عربة طوفان رباعية الدفع 4×4 لنقل 10 أفراد وتم الكشف عنها يوم الثلاثاء، 20 نوفمبر، 2018م خلال حفل رسمي. تتمتع عربات طوفان الإيرانية العسكرية والتي يصل سعرها في الأسواق العالمية إلى 500 ألف دولار بعدة ميزات أهمها أنها عربات ناقلة للجند مضادة للألغام والمصائد الانفجارية بقوة عدة كيلوغرامات (تي ان تي) كما وأنها مزودة بطبقات من الحماية ضد الرصاصات الخارقة للفولاذ المختلفة وتم تصنيع عربات طوفان بوزارة الدفاع وإسناد القوات المسلحة الإيرانية وذلك لاستخدامها لتنفيذ مهمات الدعم القتالي والتحرك في المناطق الحربية والعملانية حيث أنها مزودة بعجلات تمكّنها من مواصلة تنفيذ العمليات رغم تمزق الإطارات وإمكانية التحرك لمسافة 50 كيلومتر لمغادرة مكان الاشتباك. والعبور من الحواجز والقنوات المائية بعمق 1.5 متر والعبور من الحواجز العمودية بارتفاع نصف متر. وقد بدأت جمهورية إيران في إنتاج العربة المدرعة التي تتميز بحماية محسنة ضد الألغام، حيث قُدم النموذج الأولي منها في معرض (IPAS 2016). صارت بعدها القوات المسلحة مكتفية ذاتياً في مجال الأسلحة. وللعربة قابلية نصب أسلحة شبه ثقيلة عليها حيث يمكن تركيب مدافع رشاشة أو قاذفات صواريخ على العربة، ووجود منافذ لإطلاق النيران من المقصورة الخلفية والتحرك بسرعة 100 كيلومتر في الساعة.
وقد كُشف رسمياً عن عربات طوفان يوم الثلاثاء 20 نوفمبر 2018م سُلّمَت لقوات حرس الحدود التابعة لقوى الأمن الداخلي والقوة البرية لحرس الثورة الإسلامية. وبدأت بإنتاجها المتسلسل.